# 伊德利卜省衝突 (2017年)
2017年伊德利卜省衝突是敘利亞反政府武裝組織之間的武裝衝突，主要在伊德利卜省及阿勒頗省西部發生。

## 事前態勢
敘利亞伊德利卜省的反政府武裝可以粗略分為兩大派，一派以自由沙姆人伊斯蘭運動為首，另一派則以原為基地组织分支的征服沙姆陣線為首。2016年10月，自由沙姆人伊斯蘭運動與源自征服沙姆陣線的阿克薩戰士在伊德利卜省爆發激烈衝突，導致後者的大部分成員向征服沙姆陣線宣稱效忠。
2017年1月美軍空襲造成征服沙姆陣線有超過100人被炸死後，征服沙姆陣線指控有敵對武裝組織向美軍提供目標信息。

## 2017年1月
2017年1月20日，征服沙姆陣線向自由沙姆人在伊德利卜省北部的總部和據點發動攻擊。同日阿克薩戰士突襲自由沙姆人在Jabal Zawiya的一所監獄，救出被囚的13名己方成員。征服沙姆陣線也在同一地區攻擊自由伊德利卜軍的山鷹旅。
1月23日，征服沙姆陣線宣佈從其隊伍中驅逐阿克薩戰士，不過衝突仍然持續。征服沙姆陣線在努爾丁·贊吉運動協助下攻佔聖戰者軍在阿勒頗省西部的總部。他們也攻擊在Haritan的沙姆陣線。
到1月24日，戰敗的聖戰者軍加入自由沙姆人。自由沙姆人派出一些部隊到伊德利卜省郊區和阿勒頗省西部抵禦征服沙姆陣線的進攻。征服沙姆陣線對伊德利卜省郊區一處聖戰者軍總部的進攻被沙姆軍團擊退。
1月25日，征服沙姆陣線從沙姆之隼旅手上攻佔伊德利卜中央監獄。
1月26日，自由沙姆人與盟友從征服沙姆陣線手上攻佔Jabal Zawiya地區北部的一些村莊。忠於征服沙姆陣線的武裝分子從敵對反對派手上攻佔Halfaya鎮。次日，征服沙姆陣線攻擊伊斯蘭軍在伊德利卜省北部的總部。
1月28日，征服沙姆陣線與其它數個聖戰分子團體組成「沙姆解放組織」。

## 2017年2月
2017年2月7日，阿克薩戰士攻擊勝利軍在哈馬省北部Murak鎮附近的總部。阿克薩戰士攻佔卡夫爾齊塔（Kafr Zita）鎮，並突襲Taybat al-Imam鎮，俘虜了超過250名勝利軍成員並擄獲一些武器。2月9日，阿克薩戰士攻佔Ajnad al-Sham和其它一些反對派武裝在卡夫爾齊塔一帶及哈馬省北部郊區其它地方的總部，又擄獲不少武器和裝備。阿克薩戰士到這時候在哈馬省北部和伊德利卜省南部已控制17個城鎮和村莊。
2月13日，原為盟友的沙姆解放組織與阿克薩戰士在哈馬省北部及伊德利卜省南部爆發衝突。沙姆解放組織向阿克薩戰士宣戰，雙方共有約70人在衝突中喪生。
2月14日，阿克薩戰士宣佈已處決超過100名戰俘，據報有超過160名自由敘利亞軍成員和43名沙姆解放組織成員被處決。次日，沙姆解放組織從阿克薩戰士手上攻佔Heish村，並包圍在Khan Shaykhun鎮和Murak鎮的阿克薩戰士部隊。
2月19日，據報600名阿克薩戰士成員將會轉移到拉卡省和加入伊斯蘭國，其餘成員則將會在72小時內交出重型武器和加入突厥斯坦伊斯兰党。據報至此時為止超過250名自由敘利亞軍和沙姆解放組織成員在與阿克薩戰士的衝突中喪生。當天下午，一支載有阿克薩戰士成員和親屬的車隊試圖穿過敘利亞政府控制區到拉卡省，遭到國防軍伏擊，被迫投降。同日沙姆解放組織突襲伊斯蘭軍在風之門邊境通道附近的據點，擄獲一些重型武器。
2月22日，經過與沙姆解放組織和突厥斯坦伊斯兰党達成協議後，阿克薩旅2,100名武裝分子的最後一批人離開在Khan Skaykhun的最後據點，轉往拉卡省加入伊斯蘭國。沙姆解放組織隨後宣佈阿克薩旅已經不再存在。
繼早前尋獲41名武裝分子的屍體後，人們在阿克薩旅撤出Khan Seikhoun後在當地找到兩處埋葬被阿克薩旅處決的敵對武裝分子的集體墓地，合共埋葬至少131具屍體。

## 2017年3月
3月2日，沙姆軍團分裂成3個團體。3月3日，自由沙姆人與沙姆解放組織在Salqin鎮爆發戰鬥。